# Bibigul Aktan Sujunschalina
Bibigul Aktan Sujunschalina (russisch Бибигуль Актан Суюншалина, wiss. Transliteration Bibigul' Aktan Sujunšalina; * 4. Juli 1991 in Almaty, Kasachische SSR) ist eine russische Schauspielerin und ein Model.

## Leben
Sujunschalina wurde am 4. Juli 1991 als Tochter des Fernsehproduzenten Aktan Sujunschalin und der Kostümbildnerin Diana Sujunschalina geboren; ihr Vater fungierte als Agent seiner Tochter. 1992 zog die Familie nach Moskau; Russisch ist ihre Muttersprache. Im Kindesalter erhielt sie erste Modelarbeiten. Sie schloss ihr Studium am British College mit einem Diplom in Marketingkommunikation ab und spricht fließend Englisch. Zwischen 2013 und 2014 war sie mit Ivan Burmistrov verheiratet. Seit August 2023 ist sie mit dem Arzt Gleb Glebov liiert.
2009 gab sie ihr Filmschauspieldebüt in der größeren Rolle der Anna im Film Krasnyy lyod. Saga o hantakh. Im Folgejahr wirkte sie in 12 Episoden der Fernsehserie Nazarbayevs Welt mit. 2012 verkörperte sie die weibliche Hauptrolle im Liebesfilm Unreal Love. 2016 stellte sie in insgesamt 17 Episoden der Fernsehserie The Day After die Rolle der Aijan dar. Im selben Jahr war sie unter anderen in den Fernsehfilmproduktionen La esposa mayor und El último pétalo zu sehen. 2019 wirkte sie im Musikvideo der Musikgruppe Lindemann zum Lied Steh auf als eine Kriegerin der Hunnen mit. 2020 wirkte sie als Hauptdarstellerin am Fernsehfilm Skoraya pomoshch mit.

## Filmografie (Auswahl)
- 2009: Krasnyy lyod. Saga o hantakh (Красный лёд. Сага о хантах)
- 2010: Nazarbayevs Welt (Astana – lyubov moya/Астана, любовь моя, Fernsehserie, 12 Episoden)
- 2010: Trubadur (Трубадур, Kurzfilm)
- 2012: Serdtse moyo – Astana (Сердце моё – Астана)
- 2012: Unreal Love (Ghalamtordaghy makhabbat/Виртуальная любовь)
- 2015: Nichego Lichnogo (Nothing Personal) (Fernsehserie, Episode 1x01)
- 2016: The Day After (Vyzhit posle/Выжить после, Fernsehserie, 17 Episoden)
- 2016: La esposa mayor (Fernsehfilm)
- 2016: El último pétalo (Fernsehfilm)
- 2016: Pervokursnitsa (Первокурсница, Miniserie)
- 2019: Scarlet Sails: A New Story (Alye parusa: Novaya istoriya/Алые паруса: Новая история)
- 2020: Commander’s Bride (Nevesta komdiva/Невеста комдива, Fernsehserie)
- 2020: Skoraya pomoshch (Fernsehfilm)
- 2021: Kenzeli (Кензели)